# Tranvía de Nueva Orleans
El Tranvía de Nueva Orleans  es un sistema de tranvía histórico ubicado en Nueva Orleans, Luisiana. Inaugurado en 1834, actualmente es el tranvía más antiguo del mundo. El Tranvía de Nueva Orleans cuenta con 4 líneas.